# Harriet Shaw Weaver
Pour les articles homonymes, voir Weaver.
Harriet Shaw Weaver, née à Frodsham, dans le comté de  Cheshire, en Angleterre, le 1er septembre 1876 et décédée à Saffron Walden le 14 octobre 1961, est une féministe et une femme politique britannique. Elle est connue pour avoir été le mécène de James Joyce.

## Biographie
Harriet Shaw Weaver est la fille de Frédéric Poynton Weaver, médecin, et de Marie Wright, riche héritière. Elle reçoit une éducation privée, dispensée par une gouvernante, d'abord dans le Cheshire et plus tard à Hampstead. Ses parents refusant son entrée à l'université, elle décide de se mettre au travail. Après avoir suivi des cours sur les fondements économiques des relations sociales à la London School of Economics, elle s'implique dans le suffrage des femmes et rejoint la Women's Union.
En 1911, elle collabore à la Freewoman: A Feminist Review Weekly , une revue éditée par Dora Marsden et Mary Gawthorpe. L'année suivante, les propriétaires retirent leur appui à Weaver. En 1913, le journal est rebaptisé The New Freewoman. Quelques mois plus tard, à la demande du rédacteur en chef, Ezra Pound, le nom change à nouveau : The Egoist. Au cours des années suivantes, Weaver fait de nombreux dons financiers à la revue, et s'implique de plus en plus dans son organisation. Elle devient alors éditrice.
Parallèlement, Ezra Pound tente de trouver de nouveaux contributeurs ; il fait alors la connaissance de James Joyce. Weaver est convaincue de son génie et commence à le soutenir en 1914, en éditant Un Portrait de l'artiste en jeune homme en feuilleton dans The Egoist. Joyce ne trouvant personne pour éditer son œuvre en livre, Weaver l'édite à ses propres frais. La publication d’Ulysse ayant été rejetée, Weaver prend des dispositions pour qu'il soit imprimé à l'étranger. Pendant quelques années,  Weaver continue d'apporter un soutien considérable à Joyce et à sa famille. Mais ses réserves concernant la nouvelle œuvre en cours (Finnegans Wake) entachent leurs relations. Cependant, Weaver payera pour les funérailles de Joyce.
En 1931, Weaver rejoint le Parti travailliste mais après avoir été influencée par la lecture de Karl Marx, Das Kapital, elle rejoint le Parti communiste en 1938. Elle prend part aux manifestations et à la vente des copies du Daily Worker. Elle poursuit également le travail de Joyce, agissant comme son exécuteur littéraire et aide à compiler Les Lettres de ce dernier. Elle meurt à son domicile près de Saffron Walden, en 1961, laissant sa collection à la British Library et au National Book League.